# 武川雄二
武川 雄二（たけかわ ゆうじ、1957年 - ）は、日本の実業家、株式会社リーガルコーポレーション取締役会長、元代表取締役社長。

## 人物・経歴
1957年、山梨県生まれ。1980年3月、立教大学経済学部卒業。同年4月リーガルコーポレーション入社。子会社のフィット近畿日本社長（2019年解散）、経営企画室長、取締役営業本部長などを経て、2020年4月から代表取締役社長。2022年4月、取締役会長。